# Spargania subtilisecta
Spargania subtilisecta är en fjärilsart som beskrevs av Louis Beethoven Prout 1931. Spargania subtilisecta ingår i släktet Spargania och familjen mätare. Inga underarter finns listade i Catalogue of Life.